# Niall Murray
Pour les articles homonymes, voir Murray.

a Compétitions nationales et continentales officielles uniquement.

b Matchs officiels uniquement.
Dernière mise à jour le 11 décembre 2024.
Niall Murray, né le 13 octobre 1999 à Roscommon, en Irlande, est un joueur irlandais de rugby à XV qui joue au poste de deuxième ligne au Connacht en United Rugby Championship depuis 2019.
Son frère Darragh Murray est également joueur professionnel au Connacht.

## Biographie

### Jeunesse et formation
Niall Murray naît à Roscommon, en Irlande, puis fréquente le St. Aloysius College (en), à Athlone. Dans sa jeunesse, il pratique d'abord le football et le football gaélique jusqu'à l'âge de 16 ans, avant que sa mère l'inscrive au rugby  à XV dans le club des Buccaneers RFC, alors que ce sport ne l'intéressait pas,. Toutefois, il progresse rapidement grâce à son physique avantageux et représente le Connacht à plusieurs reprises dans les catégories de jeunes, notamment chez les moins de 18 ans,. Il est élu joueur du Connacht U18 de l'année en 2017.
En avril 2017, il est sélectionné en équipe d'Irlande des moins de 18 ans pour jouer les U18s International Series qui ont lieu au pays de Galles. Durant la saison 2017-2018, il participe à quatre rencontre de British and Irish Cup avec les Connacht Eagles, l'équipe réserve de la province,.
Deux ans plus tard, en 2019, il est sélectionné pour la première fois en équipe d'Irlande des moins de 20 ans afin de participer au Tournoi des Six Nations des moins de 20 ans 2019. Il est titulaire lors des cinq matchs du tournoi que son équipe gagne. Les Irlandais remportent ainsi ce tournoi en réalisant le Grand Chelem. Quelques mois plus tard, il est de nouveau appelé avec les moins de 20 ans pour le Championnat du monde junior 2019. Il joue également cinq matchs durant la compétition.

### Carrière professionnelle (depuis 2019)
Quatre ans après avoir commencé le rugby, Niall Murray fait ses débuts professionnels avec le Connacht, le 14 décembre 2019, à l'occasion de la quatrième journée de Coupe d'Europe de la saison 2019-2020, contre Gloucester. Il entre en jeu à 10 minutes de la fin de la rencontre à la place de Joe Maksymiw (en) et son équipe s'impose 27 à 24,. Deux semaines plus tard, il fait ses débuts en championnat, face à l'Ulster (défaite 35-3). Puis, il connaît sa première titularisation début janvier 2020 lors d'une défaite 54 à 7 face au Leinster,. Pour sa première saison professionnelle, il participe à sept rencontres dont trois en tant que titulaire, avant l'arrêt prématuré des compétitions lié à la pandémie de Covid-19.
En début de saison 2020-2021, il est victime d'une blessure à l'épaule le contraignant à se faire opérer. Il manque ainsi la première partie de la saison, avant de faire son retour sur les terrains en janvier 2021,. Après son retour de blessure, il joue douze matchs dont sept en tant que titulaire, sans inscrire d'essais. Durant la saison suivante, en 2021-2022, Niall Murray continue de gagner du temps de jeu et de progresser. Il fait partie des onze joueurs du Connacht à avoir disputé plus de 1000 minutes de jeu. Il participe au total à dix-sept des vingt-quatre rencontres jouées par son équipe, toutes compétitions confondues.
En 2022-2023, Niall Murray se révèle et confirme les espoirs placés en lui. En janvier 2023, il prolonge son contrat avec le Connacht de deux ans, soit jusqu'en 2025. Cette saison, sa province se qualifie en quart de finale du United Rugby Championship où les siens éliminent l'Ulster, avant d'être battus en demi-finale par les Stormers. C'est la deuxième fois de son histoire que le Connacht atteint ce stade de la compétition après 2016. Niall Murray a joué 17 matchs de championnat dont 14 en tant que titulaire et marqué deux essais. Il réalise une très bonne saison lui permettant d'être nommé dans l'équipe type du United Rugby Championship 2022-2023,. Il est également élu joueur préféré des supporters du Connacht et remporte aussi le prix de l'« essai de l'année » lors des Connacht rugby awards.

## Statistiques

### En province
| Saison         | Club           | Championnat               | Championnat | Championnat | Coupe d'Europe  | Coupe d'Europe | Coupe d'Europe |
| Saison         | Club           | Compétition               | Matchs      | Essais      | Compétition     | Matchs         | Essais         |
| -------------- | -------------- | ------------------------- | ----------- | ----------- | --------------- | -------------- | -------------- |
| 2019-2020      | Connacht       | Pro14                     | 5           | -           | Coupe d'Europe  | 2              |                |
| 2020-2021      | Connacht       | Pro14                     | 6           | -           | Coupe d'Europe  | -              | -              |
| 2020-2021      | Connacht       | Pro14 Rainbow Cup         | 5           | -           | Coupe d'Europe  | -              | -              |
| 2021-2022      | Connacht       | United Rugby Championship | 13          | 3           | Coupe d'Europe  | 4              | -              |
| 2022-2023      | Connacht       | United Rugby Championship | 17          | 2           | Challenge Cup   | 4              | -              |
| Total Connacht | Total Connacht | Total Connacht            | 46          | 5           | Coupes d'Europe | 10             | 0              |

### Internationales
Niall Murray a disputé dix matchs avec l'équipe d'Irlande des moins de 20 ans en une saison, prenant part à une édition du Tournoi des Six Nations des moins de 20 ans en 2019 et à une édition du Championnat du monde junior en 2019. Il n'a pas inscrit de points.

## Palmarès

### En province
Néant

### En sélection nationale
- Irlande -20
  - Vainqueur du Tournoi des Six Nations des moins de 20 ans en 2019

### Distinctions personnelles
- Membre de l'équipe type du United Rugby Championship en 2023